# 姜志刚
姜志刚（1960年8月—），江苏东海人。男，汉族，中华人民共和国政治人物。

## 生平
1982年参加工作，1986年加入中国共产党。北京航空学院（现北京航空航天大学）高空设备专业毕业，大学学历。
历任成都飞机工业公司团委副书记、书记，装配厂十五车间副主任、主任，成都飞机工业公司董事、副总经理、党委副书记；中国航空工业第一集团公司人力资源部部长；中共中央组织部企业干部办公室副局级调研员、干部五局副局长；国务院国有资产监督管理委员会企业领导人员管理一局副局长、企业领导人员管理二局局长、国务院国有资产监督管理委员会副主任等职。
2013年5月，任中共北京市委常委、组织部部长。
2017年4月，任中共宁夏回族自治区党委副书记兼区党委党校校长。6月，兼任中共银川市委书记。2021年1月退居二线，任北京市政协副市级干部。
2023年3月，姜志刚涉嫌严重违纪违法而接受中央纪委国家监委纪律审查和监察调查。，8月被开除党籍、公职，9月被逮捕。
2024年1月，因涉嫌受贿被河北省衡水市人民检察院提起公诉。
2024年6月20日，河北省衡水市中级人民法院一审公开开庭审理了宁夏回族自治区党委原副书记、银川市委原书记姜志刚受贿一案，河北省衡水市人民检察院指控其于2003年至2023年利用担任国务院国有资产监督管理委员会企业领导人员管理一局副局长，管理二局副局长、局长，国务院国有资产监督管理委员会党委委员、副主任，北京市委常委、组织部部长，宁夏回族自治区党委副书记、银川市委书记，北京市政协副市级干部等职务上的便利以及职权、地位形成的便利条件，为相关单位和个人在获取特许经销商资格、项目招标承揽、业务合作经营等方面提供帮助，非法收受他人给予的财物，共计折合人民币7998万余元。10月23日，姜志刚被判处有期徒刑15年。

## 外部連結
- 姜志刚简历，中国经济网
- 姜志刚:强化创新力度 助推高端装备制造业发展 （页面存档备份，存于） 中国经济网 2014-05-01
- 姜志刚：我们绝对不会用内定人选的方式愚弄考生 中国经济网 2014-05-20

| 中国共产党职务 | 中国共产党职务                                                | 中国共产党职务 |
| -------------- | ------------------------------------------------------------- | -------------- |
| 前任： 崔波    | 中国共产党宁夏回族自治区委员会专职副书记 2017年4月－2021年1月 | 繼任： 陈雍    |
| 前任： 徐广国  | 中国共产党银川市委员会书记 2017年6月－2021年1月               | 繼任： 张柱    |
| 前任： 吕锡文  | 中国共产党北京市委员会组织部部长 2013年5月－2017年4月         | 繼任： 魏小东  |